# 太平洋低鰭鯧
太平洋低鰭鯧為輻鰭魚綱鱸形目鯧亞目鯧科的其中一種，分布於東北太平洋區，從加拿大卑詩省至墨西哥下加利福尼亞半島海域，棲息深度9-91公尺，體長可達25公分，棲息在沿岸沙底質海域，成群活動，可做為食用魚。

## 擴展閱讀
維基物種上的相關：太平洋低鰭鯧